# Paul Lapeira
Paul Lapeira (Fougères, 25 de mayo de 2000) es un ciclista profesional francés que compite con el equipo Decathlon AG2R La Mondiale Team.

## Biografía
Paul Lapeira comenzó a andar en bicicleta a la edad de 7 años en el Vélo Club Saint-Hilaire-du-Harcouët.

## Palmarés
2021
- Piccolo Giro de Lombardía

2024
- Clásica de Loire-Atlantique
- Gran Premio Cholet-Pays de Loire
- 1 etapa de la Vuelta al País Vasco
- Campeonato de Francia en Ruta
- Polynormande

2025
- 1 etapa del Tour de Polonia

## Resultados en Grandes Vueltas
| Carrera | Carrera         | 2022 | 2023  | 2024 | 2025 |
| ------- | --------------- | ---- | ----- | ---- | ---- |
|         | Giro de Italia  | —    | Ab.   | —    | —    |
|         | Tour de Francia | —    | —     | 88.º | —    |
|         | Vuelta a España | —    | 109.º | —    | —    |

—: no participa

Ab.: abandono

## Equipos
- AG2R Citroën Team (stagiaire) (08.2021-12.2021)
- AG2R (2022-)
  - AG2R Citroën Team (2022-2023)
  - Decathlon AG2R La Mondiale Team (2024-)